# Sidi Lakhdar (Mostaganem)
Pour les articles homonymes, voir Sidi Lakhdar et Lakhdar.
Sidi Lakhdar est une commune algérienne de la wilaya de Mostaganem, distante de 50 km du chef-lieu de la wilaya.

## Toponymie
La commune doit son nom au cheikh Sidi Lakhdar Ben Khlouf, poète maghraoui originaire de la région de Dahra, qui a participé aux batailles ayant opposé les musulmans et les espagnols au XVIe siècle.

## Géographie

### Situation
La commune de Sidi Lakhdar est située à l'est de la wilaya de Mostaganem, à environ 400 kilomètres d'Alger et à 50 kilomètres de la ville de Mostaganem.
|         | Mer Méditerranée  |        |
| Hadjadj | Sidi Lakhdar      | Khadra |
|         | Sidi Ali, Tazgait |        |

### Localités
En 1984, la commune de Sidi Lakhdar est constituée à partir des lieux-dits suivants :
- Sidi Lakhdar-centre
- Petit Port Plage
- Ain Brahim Plage
- Ouled Sidi Larbi
- Traba Sahel
- Ouled Khelifa
- Bouachria
- Anassria
- Hamaichia
- Araibia
- Ghamra
- Regagna
- Ouled Barroudi
- Cheachie
- Ouled Barrahou
- Ouled Moussa
- Ouled Tlemgani
- Ouled Sidi Ahmed Cheikh
- (Guerainia)
- Ouled Amara
- Ouled Abdellah
- Sidi Lakhdar
- Ouled Djillali
- Belzrbi
- Ababssa
- Ouled Zine
- Ouled Hacene
- Krarda
- Ouled Ghazi

### Routes
La commune de Sidi Lakhdar est desservie par la Route nationale 11: RN11 (Route d'Oran).

### Plages et port
La plage Ain Brahim doit son nom à une source d'eau douce. Ain signifiant « source » et Brahim en mémoire d'un saint personnage de la région. Celle-ci reçoit annuellement des visiteurs, habitants des alentours et des touristes.
Le Petit Port (prononcé Ti Port) est un ancien port maritime lors de la conquête de l'Algérie par les Français. Il permettait principalement le ravitaillement de nourriture pour les soldats. Aujourd'hui, le Petit Port a conservé son caractère de port de pèche tout en étant une attraction touristique de la region.

## Histoire
Le village de Aïn el Hammam prend le nom de Lapasset, du nom d'un colonel de l'armée française, à l'époque coloniale, en 1892. Il devient commune mixte et est intégré en 1958 au nouveau département de Mostaganem. À cette époque, il compte 8132 habitants.
Après l'indépendance de l'Algérie, abritant le mausolée du célèbre barde et mystique du 16e siècle Sidi Lakhdar Ben Khlouf, la localité portera désormais son nom .

## Population
Le village a été prélevé sur le territoire des Ouled Khelouf qui est une tribu berbère arabophone descendante de Maghraoua, ils sont divisés en littoraux ( souahlias) et montagnards (Djebalias).
Le territoire de Ouled Khelouf s'étend entre l'oued Rouman et l'oued el-Abid ,,

## Démographie
Selon le recensement général de la population et de l'habitat de 2008, la population de la commune de Sidi Lakhdar est évaluée à 34 612 habitants contre 30 950 en 1998.

## Patrimoine
La commune abrite le mausolée de Sidi Lakhdar Ben Khlouf, originaire des Zerrifa  un lieu sacré et de pèlerinage qui abrite un palmier dont la forme courbée de son tronc éveille la curiosité de l'endroit. Selon les légendes locales, ce palmier aurait résisté par miracle, à ceux qui ont tenté de le brûler ou de le couper.

## Culture
Chaque année, le festival de Sidi Lakhdar Ben Khlouf  se tient dans la ville et il est animé par plusieurs troupes locales dont les Aïssaouas. Des soirées artistiques du chant citadin chaabi et de la musique andalouse sont aussi programmées .

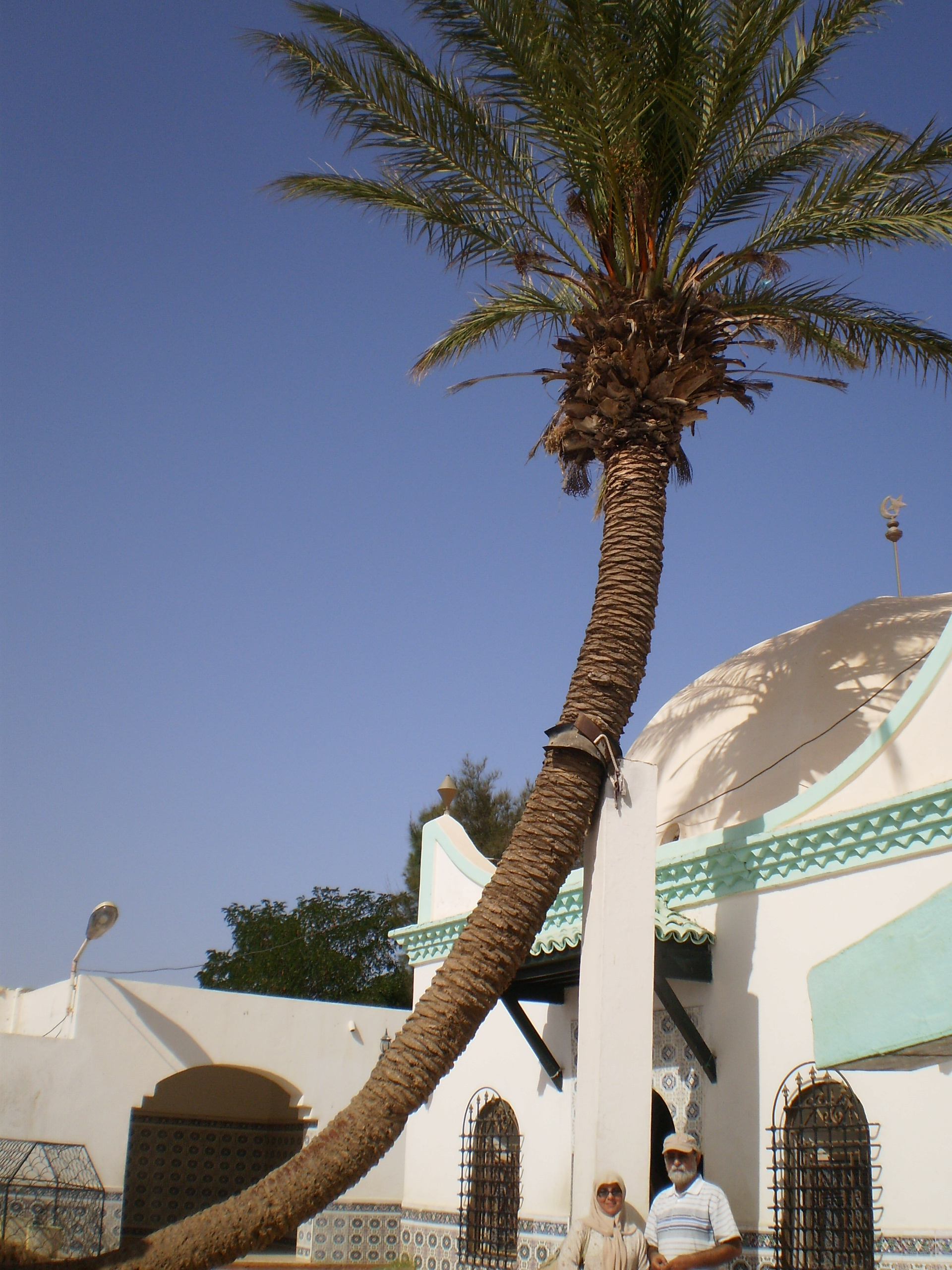
Mausolée de Sidi Lakhdar
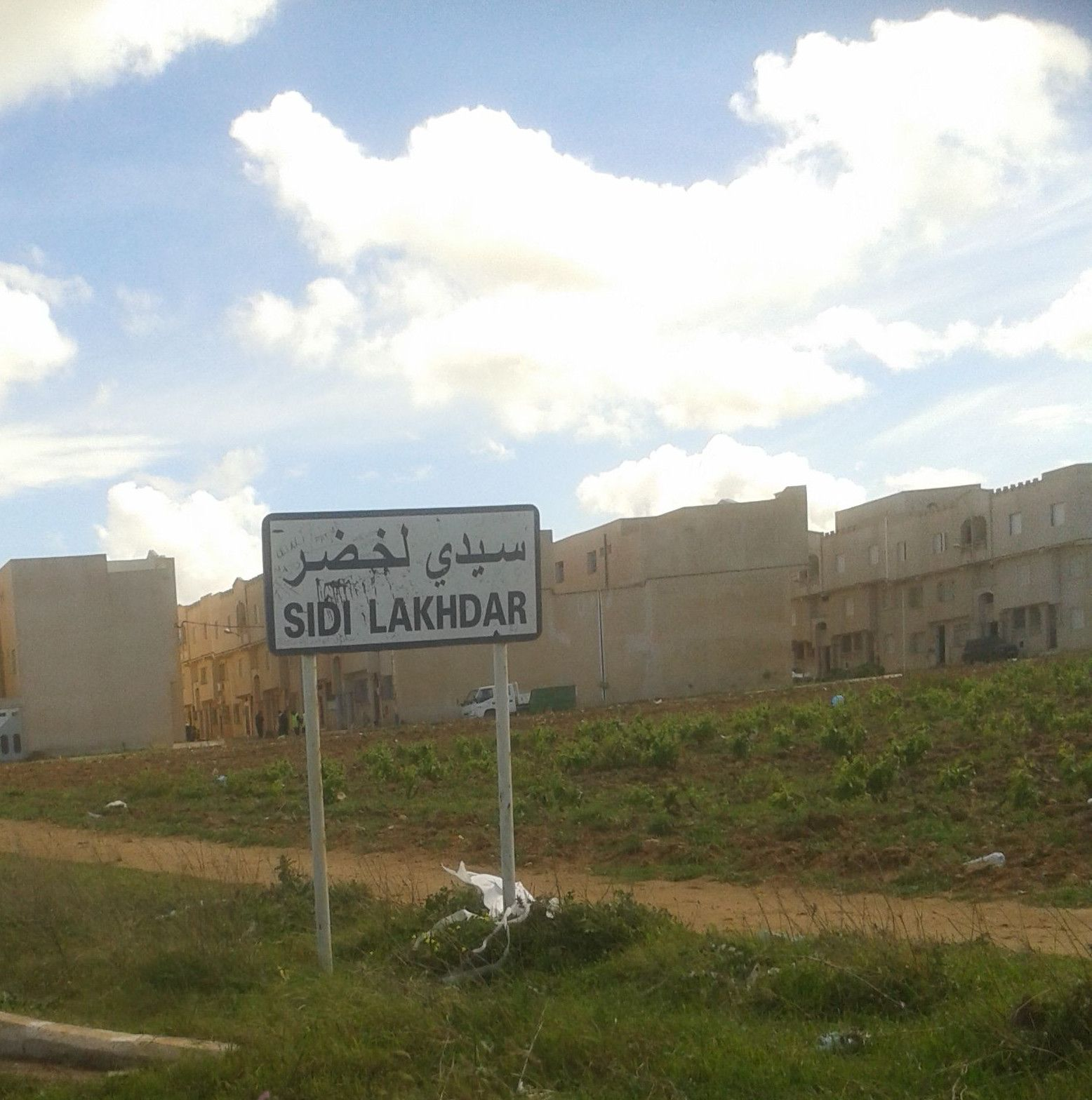
Entrée de Sidi Lakhdar 2014
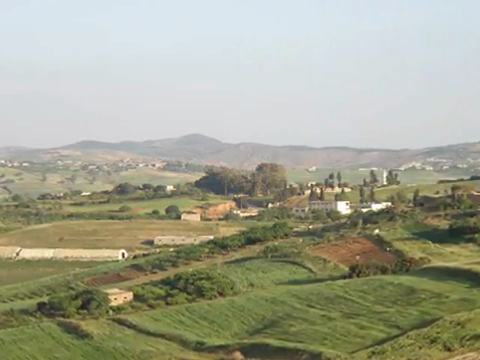
Vue sur les environs de la ville